# وب‌ام‌دی
وب‌ام‌دی (به انگلیسی: WebMD) شرکتی آمریکایی است که عمدتاً به عنوان یک ناشر آنلاین اخبار و اطلاعات مربوط به سلامت انسان شناخته می‌شود. این سایت شامل اطلاعات مربوط به دارو و درمان است. این یکی از مشهورترین وب سایت‌های مراقبت‌های بهداشتی است.
این وبگاه را کارآفرین اینترنتی جف آرنولد در سال ۱۹۹۸ تأسیس کرد. در اوایل سال ۱۹۹۹، وب‌ام‌دی بخشی از ادغام سه‌گانه با شبکه بهداشتی سیپینت (SHN) و دیرکت مدیکال نالج (DMK) بود. SHN در پورتلندِ اورگان، در سال ۱۹۹۶ توسط جیم کین، بیل کلی، و کریس نایباکن که با هم در یک شرکت انتشارات سی‌دی به نام کریتیو مالتی‌مدیا کار می‌کردند، تأسیس شده‌بود. بعداً در سال ۱۹۹۹، وب‌ام‌دی با هِلتیان ادغام شد که توسط بنیانگذار نت‌اسکیپ جیمز کلارک، تأسیس شده‌بود.

## انتقادات
- ویرجینیا هفرنان در مجله نیویورک تایمز در سال ۲۰۱۱ از WebMD به دلیل سوگیری‌دادن خوانندگان نسبت به خرید داروهایی که توسط حامیان دارویی این وب‌سایت فروخته می‌شود، از این وبگاه انتقاد کرد. به عقیده او این سوگیری دادن گاهی حتی به صورت غیرضروری برای بیماران بوده. او نوشت که WebMD «با شبه پزشکی و اطلاعات نادرست ظریف آغشته شده‌است.»[۸]
- جولیا بلوز از Vox در سال ۲۰۱۶ از WebMD به دلیل تشویق خودبیمارانگاری و ترویج درمان‌هایی که شواهد ایمنی و اثربخشی آنها ضعیف است یا وجود ندارد، مانند مکمل‌های قهوه سبز برای کاهش وزن، تحریک عصب واگ (vagus nerve stimulation) برای افسردگی، و روغن ماهی/امگا برای بهبود کلسترول بالا انتقاد کرد.[۹]